# Elk cloner
Elk Cloner fou el primer virus informàtic que no es va contenir en un laboratori, sino que es va expandir per la xarxa l'any 1982. Va ser escrit pels sistemes Apple II per Rich Skrenta, estudiant de només 15 anys.

## Origen i funcionament
Rich tenia talent pels ordinadors i sabia com modificar un disquet d'inici d'un videojoc, provocant que el mateix s'interrumpis inesperadament. Quan l'estudiant jugava amb els seus amics amb el seu disquet, els feia enfadar apagant-lo en el moment més emocionant. En el moment que els seus companys, amb el temps, aprengueren a desprogramar-lo per ells mateixos, Skrenta va crear un petit programa que anava incorporat en el disquet i que, a l'arrancar-se cinquanta vegades, apareixia aquest poema:
Elk Cloner: The program with a personality (Elk Cloner: El programa amb personalitat)
It will get on all your disks (Obtindrà tots els teus discos)
It will infiltrate your chips (S'infiltrarà en els teus chips)
Yes it’s Cloner! (Sí, és Cloner!)
It will stick to you like glue (S'enganxarà a tu com cola)
It will modify RAM too (Canviarà també la teva RAM)
Send in the Cloner (Envia Elk Cloner!)
Però, amb el que Richard no comptava és que, en crear aquest malware - que no rebria aquest terme fins anys després- es propagués d'un disquet a un altre amb una rapidesa que va acabar infectant a terceres persones, a més dels seus amics. En aquell moment, els infectats no sabien com reaccionar, tenint en compte que encara no s'havien comercialitzat els antivirus i no sabien com fer desaparèixer el poema. L'eliminació del virus però, tenia fàcil solució per a qui tingués coneixements en informàtica.